# Лонгена
Лонгена (итал. Longhena, ломб. Longhéna) — коммуна в Италии, в провинции Брешиа области Ломбардия.
Население составляет 585 человек (2008 г.), плотность населения составляет 175 чел./км². Занимает площадь 3 км². Почтовый индекс — 25030. Телефонный код — 030.
Покровителем коммуны почитается святой Дионисий Парижский, празднование 9 октября. 

## Демография
Динамика населения:

## Администрация коммуны
- Официальный сайт: